# Bad Hall
Bad Hall är en stadskommun i distriktet Steyr-Land i förbundslandet Oberösterreich i Österrike. Kommunen har 5 768 invånare (2024). Staden är en brunnsort, belägen 380 meter över havet i vackra omgivningar.
Källorna i Bad Hall består av sedan 800-talet kända jod- och bromhaltiga saltkällor. Den starkaste av dessa är Tassiloquelle. I äldre tid behandlades här främst skrofulos, ben- och ledsjukdomar samt syfilis.
Namnet Bad Hall betyder "Salt bad" och kommer från ortens långa historia som kurort.